# 姚應翀
姚應翀（？年—？年），字雲舉，號磊斋，浙江宁波府慈溪县人。明末政治人物。

## 生平
崇祯三年（1630年）庚午科浙江乡试舉人，七年（1634年）甲戌科进士。大理寺观政，十月授工部营缮司主事，八年升都水司员外郎，管理通惠河道，途中闻知母亲去世，离职归乡。十二年起补貴州道御史，巡视南城，管节慎库，应天巡按。以年例出为江西副使，不久解职归。

## 家族
曾祖姚澮；祖姚一揆；父姚孟富。